# Walter Gerstel
Walter Gerstel (* 14. August 1882; † 24. Mai 1934 in Garmisch-Partenkirchen) war ein deutscher Unternehmer.

## Leben und Tätigkeit
1912 gründete Gerstel in Berlin die Permutit-AG (PAG), eine Gesellschaft zur Herstellung von Reinigungsanlagen, die rasch expandierte und sich als sehr gewinnträchtig erwies.
In den 1920er und frühen 1930er Jahren gehörte Gerstel dem Direktorium (zeitweise als 1. Vorsitzender) der Charlottenburger Wasser- und Industriewerke AG, einem der beiden Betriebe, aus denen 1945 die heutigen Berliner Wasserbetriebe entstanden, an. Gerstel, der als glänzender Netzwerker galt, gehörte u. a. dem exklusiven Deutschen Herrenklub in Berlin an.
Gerstel verlor seinen Posten am 19. April 1933 aufgrund seiner – nach den Maßstäben der Nationalsozialisten – jüdischen Abstammung. Durch den Verlust seiner Stellung sowie durch seine soziale Marginalisierung im neuen Staat verfiel Gerstel in Depressionen, in deren Folge er zu Pfingsten 1934 durch Suizid aus dem Leben schied.